# مارلين ناش
مارلين ناش (بالإنجليزية: Marilyn Nash) هي مديرة التصوير ‏ وممثلة أمريكية، ولدت في 26 أكتوبر 1926 بديترويت في الولايات المتحدة، وتوفيت في 6 أكتوبر 2011 بأوروفيل في الولايات المتحدة بسبب مرض.

## أعمال

### أفلام
- (1947) السيد فيردو[4][5]

## وصلات خارجية
- مارلين ناش على موقع IMDb (الإنجليزية)
- مارلين ناش على موقع أول موفي (الإنجليزية)
- مارلين ناش على موقع قاعدة بيانات الأفلام السويدية (السويدية)
- مارلين ناش على موقع قاعدة بيانات الفيلم (الإنجليزية)